# Primera divisió espanyola de futbol 1944-1945
Resum de l'activitat de la temporada 1944-1945 de la Primera divisió espanyola de futbol.

## Equips participants
| Club                | Ciutat               | Estadi        |
| ------------------- | -------------------- | ------------- |
| Atlético Aviación   | Madrid               | Metropolitano |
| Atlético Bilbao     | Bilbao               | San Mamés     |
| FC Barcelona        | Barcelona            | Les Corts     |
| CE Castelló         | Castelló de la Plana | El Sequiol    |
| Deportivo La Coruña | La Corunya           | Riazor        |
| RCD Espanyol        | Barcelona            | Sarrià        |
| Granada CF          | Granada              | Los Cármenes  |
| Reial Múrcia CF     | Múrcia               | La Condomina  |
| Reial Oviedo        | Oviedo               | Buenavista    |
| Real Gijón          | Gijón                | El Molinón    |
| Reial Madrid        | Madrid               | Chamartín     |
| CE Sabadell         | Sabadell             | Creu Alta     |
| Sevilla FC          | Sevilla              | Nervión       |
| València            | València             | Mestalla      |

## Classificació general
| Pos | Equip                   | PJ | PG | PE | PP | GF | GC | DG  | Pts | Classificació o descens |
| --- | ----------------------- | -- | -- | -- | -- | -- | -- | --- | --- | ----------------------- |
| 1   | FC Barcelona (C)        | 26 | 17 | 5  | 4  | 50 | 30 | +20 | 39  | Campió                  |
| 2   | Reial Madrid            | 26 | 18 | 2  | 6  | 68 | 35 | +33 | 38  |                         |
| 3   | Atlético Aviación       | 26 | 13 | 5  | 8  | 46 | 41 | +5  | 31  |                         |
| 4   | Reial Oviedo            | 26 | 13 | 5  | 8  | 50 | 48 | +2  | 31  |                         |
| 5   | València                | 26 | 12 | 6  | 8  | 61 | 35 | +26 | 30  |                         |
| 6   | Atlético Bilbao         | 26 | 14 | 2  | 10 | 54 | 41 | +13 | 30  |                         |
| 7   | Real Gijón              | 26 | 9  | 6  | 11 | 42 | 46 | −4  | 24  |                         |
| 8   | CE Castelló             | 26 | 10 | 4  | 12 | 43 | 50 | −7  | 24  |                         |
| 9   | RCD Espanyol            | 26 | 10 | 3  | 13 | 44 | 39 | +5  | 23  |                         |
| 10  | Sevilla FC              | 26 | 9  | 4  | 13 | 52 | 49 | +3  | 22  |                         |
| 11  | Reial Múrcia CF         | 26 | 7  | 5  | 14 | 40 | 58 | −18 | 19  |                         |
| 12  | Granada CF (R)          | 26 | 7  | 5  | 14 | 40 | 55 | −15 | 19  | Promoció                |
| 13  | CE Sabadell (R)         | 26 | 6  | 5  | 15 | 30 | 67 | −37 | 17  | Descens                 |
| 14  | Deportivo La Coruña (R) | 26 | 5  | 7  | 14 | 36 | 62 | −26 | 17  | Descens                 |

## Resultats
| Casa \ Fora         | AAV | ATB | BAR | CAS | DEP | ESP | GRA | MUR | OVI | RGI | RMA | SAB | SEV | VAL |
| ------------------- | --- | --- | --- | --- | --- | --- | --- | --- | --- | --- | --- | --- | --- | --- |
| Atlético Aviación   | —   | 1–0 | 1–1 | 4–0 | 1–1 | 3–1 | 1–1 | 4–3 | 4–3 | 2–0 | 0–1 | 2–1 | 3–1 | 4–1 |
| Atlético Bilbao     | 0–1 | —   | 4–1 | 1–3 | 5–2 | 3–0 | 4–1 | 5–1 | 0–1 | 0–1 | 2–1 | 4–1 | 4–0 | 2–2 |
| FC Barcelona        | 2–2 | 5–2 | —   | 3–1 | 3–0 | 1–0 | 4–2 | 1–0 | 0–1 | 2–0 | 5–0 | 2–1 | 3–1 | 1–0 |
| CE Castelló         | 2–3 | 1–0 | 0–1 | —   | 4–0 | 2–0 | 2–0 | 2–1 | 5–3 | 3–0 | 0–3 | 8–0 | 2–2 | 0–0 |
| Deportivo La Coruña | 4–1 | 1–2 | 1–2 | 1–1 | —   | 3–2 | 1–1 | 3–1 | 4–1 | 2–2 | 2–2 | 1–2 | 1–0 | 2–3 |
| RCD Espanyol        | 0–3 | 2–3 | 1–1 | 5–1 | 7–1 | —   | 7–2 | 1–0 | 3–0 | 0–0 | 2–0 | 1–3 | 2–1 | 0–2 |
| Granada CF          | 2–1 | 2–3 | 1–2 | 0–2 | 3–0 | 2–0 | —   | 1–1 | 5–1 | 0–0 | 0–1 | 5–0 | 3–1 | 2–1 |
| Reial Múrcia CF     | 0–0 | 2–2 | 1–1 | 2–0 | 1–0 | 1–2 | 2–0 | —   | 5–1 | 2–2 | 3–5 | 2–0 | 3–1 | 2–1 |
| Reial Oviedo        | 3–2 | 2–0 | 6–0 | 2–0 | 2–2 | 1–0 | 1–1 | 3–2 | —   | 2–1 | 4–0 | 6–2 | 2–0 | 2–0 |
| Real Gijón          | 2–2 | 0–2 | 2–5 | 4–0 | 3–3 | 0–1 | 3–1 | 4–1 | 6–0 | —   | 0–1 | 1–0 | 3–1 | 4–2 |
| Reial Madrid        | 3–1 | 4–1 | 1–0 | 2–1 | 6–0 | 3–0 | 6–2 | 2–1 | 4–1 | 4–1 | —   | 8–0 | 5–0 | 1–1 |
| CE Sabadell         | 0–1 | 1–2 | 0–1 | 1–1 | 2–1 | 0–6 | 3–2 | 4–0 | 0–0 | 2–2 | 3–2 | —   | 2–3 | 1–1 |
| Sevilla FC          | 4–1 | 2–3 | 0–0 | 8–1 | 3–0 | 1–1 | 4–1 | 4–0 | 1–1 | 6–0 | 1–2 | 4–0 | —   | 3–2 |
| València            | 5–0 | 3–0 | 2–3 | 4–1 | 2–0 | 2–0 | 4–0 | 9–3 | 1–1 | 4–1 | 4–1 | 1–1 | 4–0 | —   |

### Promoció
| Granada CF | 1–4 | Celta de Vigo |
| ---------- | --- | ------------- |
|            |     |               |

 Estadi Metropolitano (Madrid)        

### Resultats finals
- Campió: FC Barcelona.
- Descensos: Granada CF, CE Sabadell i Deportivo de La Coruña.
- Ascensos: CD Alcoià, Hèrcules CF i Celta de Vigo.
- Màxim golejador:  Zarra (Athletic Club).
- Porter menys golejat:  Eizaguirre (València CF).

## Màxims golejadors
| Posició | Jugador             | Equip         | Gols |
| ------- | ------------------- | ------------- | ---- |
| 1r      | Telmo Zarra         | Athletic Club | 19   |
| 2n      | Sabino Barinaga     | Reial Madrid  | 18   |
| 3r      | Mundo               | València CF   | 17   |
| 4t      | Basilio Nieto       | CE Castelló   | 16   |
| ·       | Josep Escolà        | FC Barcelona  | 16   |
| ·       | Guillermo Gorostiza | València CF   | 16   |

## Porter menys golejat
| Posició | Jugador               | Equip             | Gols | Partits | Mitjana |
| ------- | --------------------- | ----------------- | ---- | ------- | ------- |
| 1r      | Ignacio Eizaguirre    | València CF       | 28   | 22      | 1,27    |
| 2n      | José Bañón            | Reial Madrid      | 35   | 26      | 1,35    |
| 3r      | Albert Martorell      | RCD Espanyol      | 36   | 25      | 1,44    |
| 4t      | Raimundo Pérez Lezama | Athletic Club     | 35   | 23      | 1,52    |
| 5è      | Jesús Ederra          | Atlético Aviación | 35   | 23      | 1,62    |
| 6è      | Antonio Pérez         | CE Castelló       | 37   | 21      | 1,76    |